# Tracy McGrady
Tracy Lamar McGrady jr. (Bartow, 24 maggio 1979) è un ex cestista statunitense.

## Biografia
Detto T-Mac o anche The Big Sleep, dai tempi dell'high school McGrady ha sempre indossato la maglia numero uno in onore di Penny Hardaway. Nell'estate del 2007 è stato in Darfur a visitare i campi per i rifugiati, in favore dei quali ha organizzato diverse iniziative benefiche; sul viaggio di T-Mac è stato poi realizzato un documentario intitolato 3 Points. Nel 2009 ha deciso di cambiare il suo numero di maglia da uno a tre per promuovere il documentario e le sue iniziative umanitarie in Darfur.
Si è sposato con Clerenda Harris il 12 settembre del 2006 a Los Cabos, in Messico. La coppia ha due figli: Layla Clarice, nata il 25 gennaio 2003, e Laymen Lamar, nato il 27 dicembre 2007. Tracy ha un altro figlio, avuto con una donna di Bradenton, Florida, il cui nome è Pearl Vega.
È cugino di terzo grado del cestista Vince Carter, con il quale ha militato insieme nelle file dei Toronto Raptors.
Ha un fratello di nome Chancellor (detto "Chance") che ha giocato a basket con i Memphis Tigers.
È inoltre apparso sulla copertina del videogioco NBA Live 07.

## Caratteristiche tecniche
McGrady è stato uno swingman: poteva giocare ala piccola o guardia. Era un ottimo scorer, vincitore per due volte consecutive della classifica realizzatori (2002-2003: 32.1 ppg, 2003-2004: 28 ppg). T-Mac, inoltre, è ricordato per la sua verticalità e per la sua abilità nella schiacciata (skill che condivide con il cugino Vince Carter detto Vinsanity): è stato lui l'inventore della remix, ovvero della schiacciata che si effettua buttando la palla contro il tabellone e schiacciando al volo, effettuata durante l'All-Star Game 2002.

## Carriera

### Pallacanestro

#### Toronto Raptors
McGrady fu la nona scelta nel draft NBA 1997 dai Toronto Raptors diventando uno dei primi giocatori a passare direttamente dalla High school, la Mt. Zion Christian Academy, alla NBA, senza passare prima per il college. Il general manager dei Chicago Bulls Jerry Krause, che aveva organizzato uno scambio immediato per mandare Scottie Pippen a Vancouver in cambio della quarta scelta assoluta che avrebbe usato per prendere McGrady, fu costretto a tornare sui suoi passi quando Michael Jordan minacciò di ritirarsi se fosse andato in porto.

#### Orlando Magic
La sua carriera ebbe una svolta significativa quando passò agli Orlando Magic in cambio della loro prima scelta nel draft dell'anno successivo (2000) coronando il suo sogno di vestire la maglia n.1 di Orlando, appartenuta al suo idolo di sempre Penny Hardaway. Nella stagione 2000-01 vinse il "Most Improved Player Award" (MIP) e fu selezionato per partecipare all'All Star Game nel quintetto della Eastern Conference. Lui e Grant Hill erano ritenuti i migliori giocatori degli Orlando Magic ma, vista la lunga serie di infortuni di Hill, McGrady divenne il punto di riferimento della squadra. Nella stagione 2002-03 si affermò come miglior realizzatore della lega con una media di 32,1 punti a partita. Nella stagione 2003-04 otterrà poi nuovamente questo primato segnando 28 punti a partita stabilendo anche il record stagionale il 10 marzo 2004 mettendo a referto 62 punti contro i Washington Wizards di Gilbert Arenas (quest'ultimo nella stessa partita mise a segno 40 punti).
Nonostante l'immensa abilità di scorer di McGrady, Orlando ottenne comunque un pessimo risultato stagionale totalizzando il peggior computo di vittorie. McGrady venne accusato di non dare il massimo durante le partite, e il rapporto con il general manager John Weisbrod peggiorò tanto da arrivare alla decisione di scambiarlo per non rischiare di perderlo l'anno successivo al momento della scadenza del contratto.

#### Houston Rockets

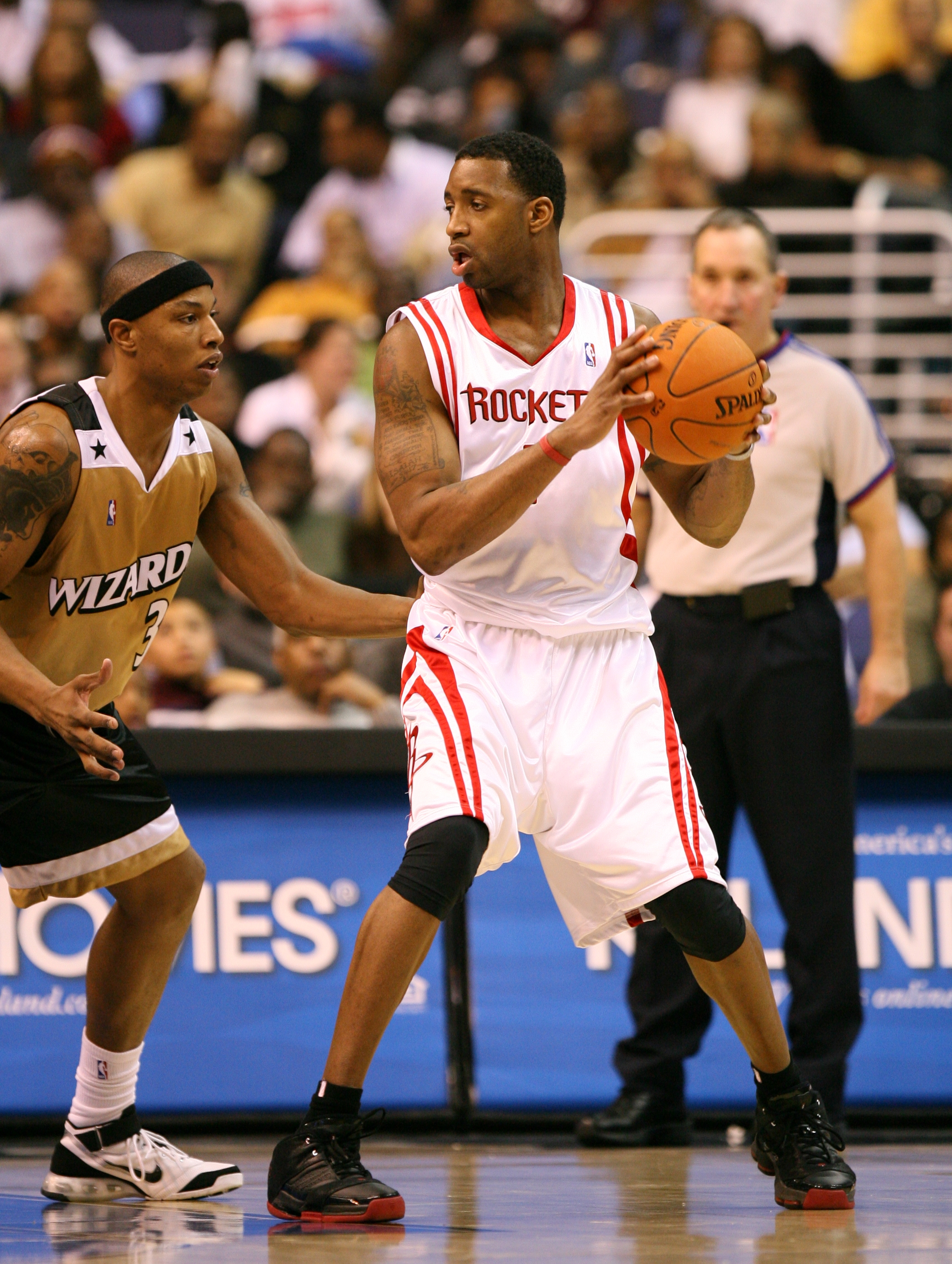
Tracy McGrady contro Caron Butler

Il 29 giugno 2004, McGrady e Juwan Howard vennero ceduti agli Houston Rockets in uno scambio che coinvolse 7 giocatori tra i quali Steve Francis, ceduto ai Magic.
Il 9 dicembre 2004 mette a segno 13 punti negli ultimi 35 secondi della partita contro i San Antonio Spurs, realizzando una delle migliori performance nella storia dell'NBA, segnando quattro triple di fila: la seconda, spettacolare, è probabilmente la sua giocata più iconica, dato che dopo aver effettuato una finta di tiro Tim Duncan salta finendogli addosso, ma McGrady tirando in controtempo riesce a segnare guadagnandosi anche un tiro libero. I Rockets vinsero la partita 81-80. Nelle sue stagioni a Houston, McGrady giocò con Yao Ming, talentuoso centro di nazionalità cinese. Ciononostante, la coppia McGrady-Yao si rivelerà avvezza agli infortuni, finendo la stagione al massimo al quinto posto nella Western Conference (per ben tre volte)
Pur essendo stato considerato per molti anni uno dei migliori giocatori della NBA, T-Mac è stato spesso accusato dai critici di non essere un vincente e di essere svogliato per il fatto che nessuna delle sue squadre ha mai superato il primo turno nei play-off. Le critiche non hanno potuto che aumentare dopo quanto verificatosi nei play-off 2009 quando, nonostante la sua assenza per infortunio, gli Houston Rockets riuscirono ad approdare al 2º turno.
Il vero problema che ha attanagliato la carriera di McGrady sono appunto gli infortuni. Nell'annata 2005-06 il giocatore dei Rockets fu costretto a saltare metà della stagione regolare per colpa dei dolori alla schiena. Stesso destino a metà della stagione 2008-09 a causa dei ricorrenti dolori al ginocchio sinistro, che lo hanno tormentato per tutto l'anno, rendendo necessario un intervento chirurgico che ha posto fine alla sua stagione.

#### New York Knicks e Detroit Pistons

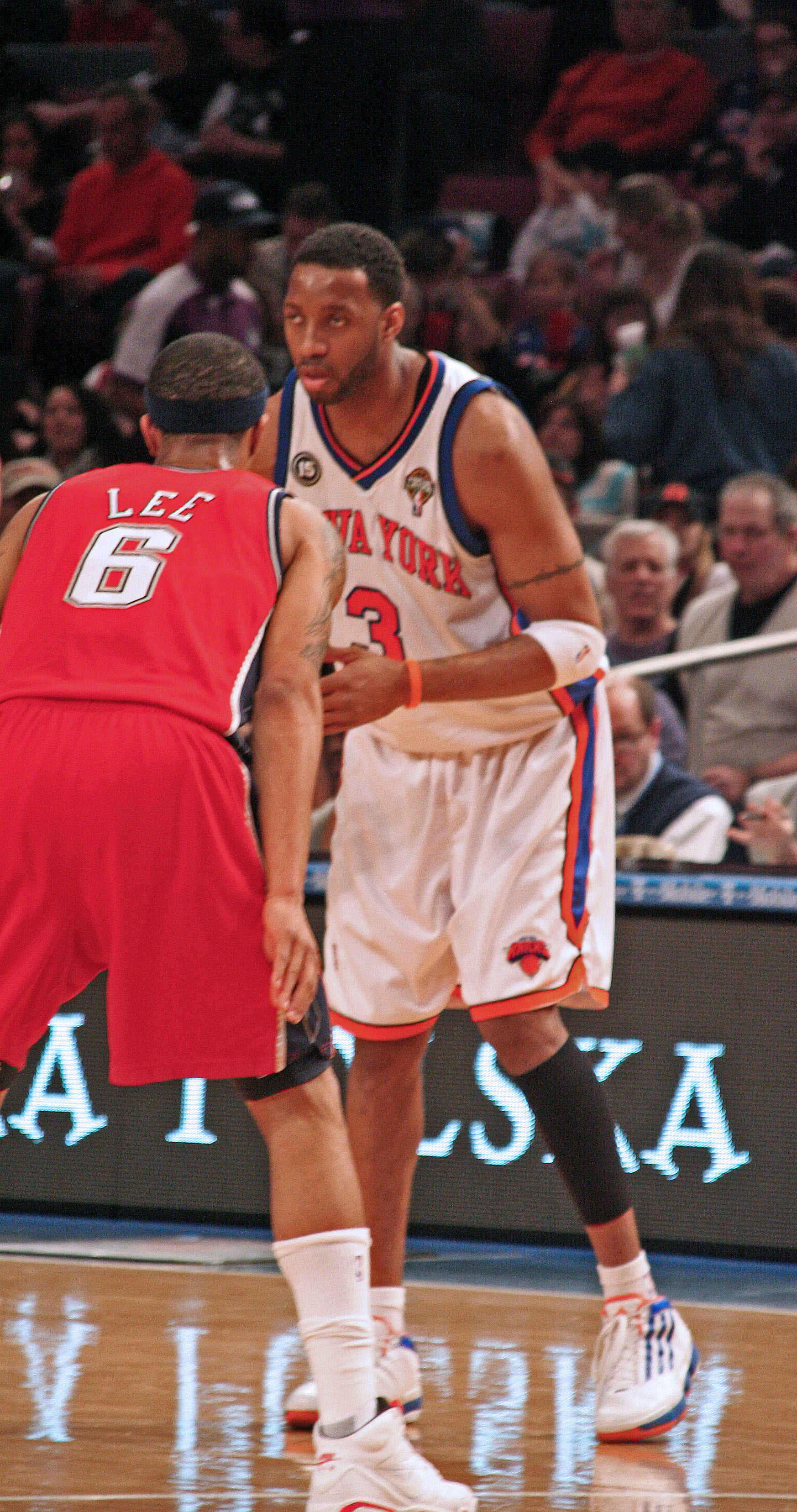
T-Mac con la maglia dei New York Knicks.

Nella stagione 2009-10, dopo aver scelto il numero 3 al posto del solito 1, il 18 febbraio 2010 venne coinvolto in uno scambio multigiocatore finendo ai New York Knicks, dopo essere passato anche per i Sacramento Kings.
A New York McGrady nella sua prima partita mise a referto 26 punti contro gli Oklahoma City Thunder di Kevin Durant, Russell Westbrook e un giovane James Harden. Dopo i promettenti inizi, però, T-Mac dimostrò di essere l'ombra del giocatore che era: mancante di esplosività e affidandosi principalmente al suo jumpshot, chiuse l'esperienza ai Knicks con 9,4 punti di media in 24 partite giocate, tutte in quintetto base, nonostante alcune partite da oltre 20 punti.
Sommando anche le partite giocate con i Rockets ad inizio stagione la sua media punti scende a 8,2 punti pur risultando il giocatore nella NBA con il contratto più pesante pari a 23.2 milioni di dollari.
Scaduto il contratto con i Knicks, nell'estate 2010 diventò free agent e, dopo aver cercato di accasarsi ai Chicago Bulls, firmò un contratto annuale al minimo salariale con i Detroit Pistons. Anche nella scelta di andare a Detroit ebbe un peso la presenza di un ottimo preparatore atletico: McGrady infatti dichiarò di "sentirsi in buone mani" a proposito di Arnie Kander, preparatore dei Pistons, che aveva già rivitalizzato la carriera di giocatori con gravi infortuni alle ginocchia come l'ex-Piston Antonio McDyess.
I Pistons chiusero la stagione con 30 vinte e 52 perse non qualificandosi per i playoff, in questa stagione T-Mac, ormai ombra del giocatore dei primi anni 2000, viaggiò a 8.0 punti di media, il season high di questa stagione furono 22 punti contro i Raptors.

#### Atlanta Hawks, Qingdao DoubleStar, San Antonio Spurs e ritiro
Il 9 dicembre 2011, dopo la fine del lockout NBA, firmò un contratto annuale per gli Atlanta Hawks, con cui disputò in totale 52 partite, mettendo a referto 273 punti, ovvero solamente 5,2 di media con una media di 16,2 minuti a partita, tornando però a disputare i playoff dopo l'ultima apparizione nel 2008 con Houston. Gli Hawks vennero eliminati al primo turno dai Celtics per 4-2. L'unica partita degna di nota di McGrady fu gara 3, dove realizzò 12 punti e 9 rimbalzi con 5-14 dal campo.
Il 9 ottobre 2012 comunicò il suo trasferimento ai Qingdao DoubleStar, squadra del massimo campionato cinese
Il 16 aprile 2013 i San Antonio Spurs annunciarono il suo ingaggio per i play-off dopo avere tagliato Stephen Jackson; con gli Spurs disputò complessivamente 6 incontri, giocando solamente durante il cosiddetto "Garbage Time".
Per la prima volta in carriera, all'età di 34 anni, superò il primo turno di playoff battendo 4-0 i Los Angeles Lakers privi di Kobe Bryant infortunato, raggiungendo anche le finali NBA, scendendo in campo per qualche minuto in gara 2 e 3. Per gli Spurs e T-Mac il sogno di coronare un anello svanisce nel nulla, infatti si devo arrendere ai Miami Heat di LeBron James, Dwyane Wade e Chris Bosh per 4-3.
Il 26 agosto annunciò ufficialmente il ritiro dall'attività cestistica in NBA.
Nel settembre 2017 venne introdotto nella Basketball Hall of Fame., diventando l'unico giocatore ad essere introdotto pur non avendo maglie ritirate dalle sue ex franchigie.

### Baseball
Abbandonata la carriera cestistica, nel 2014 manifestò l'intenzione di intraprendere una parentesi nel baseball. Il 10 maggio 2014 debuttò con i Sugar Land Skeeters, squadra della Atlantic League, venendo tuttavia indicato a fine partita come lanciatore sconfitto. Il 16 luglio 2014 disputò l'Atlantic League All Star Game, durante il quale realizzò il suo primo e unico strikeout di tutta la carriera, che si è conclusa dopo questa partita come annunciato dal giocatore. In 4 partite di regular season di Atlantic League, McGrady ha lanciato 6,2 inning complessivi, concedendo 4 valide e 5 punti.

## Statistiche

### NBA
Dati aggiornati al 3 maggio 2020
| * | Primo nella lega |

#### Regular Season
| Anno      | Squadra         | PG  | PT  | MP   | TC%  | 3P%  | TL%  | RP  | AP  | PRP | SP  | PP    |
| --------- | --------------- | --- | --- | ---- | ---- | ---- | ---- | --- | --- | --- | --- | ----- |
| 1997-1998 | Toronto Raptors | 64  | 17  | 18,4 | 45,0 | 34,1 | 71,2 | 4,2 | 1,5 | 0,8 | 1,0 | 7,0   |
| 1998-1999 | Toronto Raptors | 49  | 2   | 22,6 | 43,6 | 22,9 | 72,6 | 5,7 | 2,3 | 1,1 | 1,3 | 9,3   |
| 1999-2000 | Toronto Raptors | 79  | 34  | 31,2 | 45,1 | 27,7 | 70,7 | 6,3 | 3,3 | 1,1 | 1,9 | 15,4  |
| 2000-2001 | Orlando Magic   | 77  | 77  | 40,1 | 45,7 | 35,5 | 73,3 | 7,5 | 4,6 | 1,5 | 1,5 | 26,8  |
| 2001-2002 | Orlando Magic   | 76  | 76  | 38,3 | 45,1 | 36,4 | 74,8 | 7,9 | 5,3 | 1,6 | 1,0 | 25,6  |
| 2002-2003 | Orlando Magic   | 75  | 74  | 39,4 | 45,7 | 38,6 | 79,3 | 6,5 | 5,5 | 1,7 | 0,8 | 32,1* |
| 2003-2004 | Orlando Magic   | 67  | 67  | 39,9 | 41,7 | 33,9 | 79,6 | 6,0 | 5,5 | 1,4 | 0,6 | 28,0* |
| 2004-2005 | Houston Rockets | 78  | 78  | 40,8 | 43,1 | 32,6 | 77,4 | 6,2 | 5,7 | 1,7 | 0,7 | 25,7  |
| 2005-2006 | Houston Rockets | 47  | 47  | 37,1 | 40,6 | 31,2 | 74,7 | 6,5 | 4,8 | 1,3 | 0,9 | 24,4  |
| 2006-2007 | Houston Rockets | 71  | 71  | 35,8 | 43,1 | 33,1 | 70,7 | 5,3 | 6,5 | 1,3 | 0,5 | 24,6  |
| 2007-2008 | Houston Rockets | 66  | 62  | 37,0 | 41,9 | 29,2 | 68,4 | 5,1 | 5,9 | 1,0 | 0,5 | 21,6  |
| 2008-2009 | Houston Rockets | 35  | 35  | 33,7 | 38,8 | 37,6 | 80,1 | 4,4 | 5,0 | 1,2 | 0,4 | 15,6  |
| 2009-2010 | Houston Rockets | 6   | 0   | 7,7  | 36,8 | 50,0 | 66,7 | 0,8 | 1,0 | 0,0 | 0,3 | 3,2   |
| 2009-2010 | N.Y. Knicks     | 24  | 24  | 26,1 | 38,9 | 24,2 | 75,4 | 3,7 | 3,9 | 0,6 | 0,5 | 9,4   |
| 2010-2011 | Detroit Pistons | 72  | 39  | 23,4 | 44,2 | 34,1 | 69,8 | 3,5 | 3,5 | 0,9 | 0,5 | 8,0   |
| 2011-2012 | Atlanta Hawks   | 52  | 0   | 16,1 | 43,7 | 45,5 | 67,5 | 3,0 | 2,1 | 0,3 | 0,3 | 5,3   |
| Carriera  | Carriera        | 938 | 703 | 32,7 | 43,5 | 33,8 | 74,6 | 5,6 | 4,4 | 1,2 | 0,9 | 19,6  |
| All-Star  | All-Star        | 7   | 6   | 24,4 | 50,0 | 35,1 | 61,9 | 3,0 | 3,9 | 1,6 | 0,4 | 17,1  |

#### Play-off
| Anno     | Squadra           | PG | PT | MP   | TC%  | 3P%  | TL%  | RP  | AP  | PRP | SP  | PP    |
| -------- | ----------------- | -- | -- | ---- | ---- | ---- | ---- | --- | --- | --- | --- | ----- |
| 2000     | Toronto Raptors   | 3  | 3  | 37,0 | 38,6 | 28,6 | 87,5 | 7,0 | 3,0 | 1,0 | 1,0 | 16,7  |
| 2001     | Orlando Magic     | 4  | 4  | 44,5 | 41,5 | 20,0 | 81,6 | 6,5 | 8,3 | 1,8 | 1,3 | 33,8* |
| 2002     | Orlando Magic     | 4  | 4  | 44,5 | 46,2 | 31,3 | 73,9 | 6,3 | 5,5 | 0,5 | 1,8 | 30,8* |
| 2003     | Orlando Magic     | 7  | 7  | 44,0 | 44,8 | 34,0 | 77,3 | 6,7 | 4,7 | 2,0 | 0,9 | 31,7  |
| 2005     | Houston Rockets   | 7  | 7  | 43,0 | 45,6 | 37,0 | 82,4 | 7,4 | 6,7 | 1,6 | 1,4 | 30,7  |
| 2007     | Houston Rockets   | 7  | 7  | 40,0 | 39,4 | 25,0 | 73,7 | 5,9 | 7,3 | 0,7 | 0,9 | 25,3  |
| 2008     | Houston Rockets   | 6  | 6  | 41,2 | 42,5 | 20,8 | 62,3 | 8,2 | 6,8 | 1,5 | 0,8 | 27,0  |
| 2012     | Atlanta Hawks     | 6  | 0  | 15,0 | 38,5 | 0,0  | 83,3 | 2,8 | 1,0 | 0,0 | 0,3 | 4,2   |
| 2013     | San Antonio Spurs | 6  | 0  | 5,2  | 0,0  | 0,0  | -    | 1,3 | 1,2 | 0,3 | 0,5 | 0,0   |
| Carriera | Carriera          | 50 | 38 | 34,5 | 42,6 | 29,0 | 75,7 | 5,7 | 5,0 | 1,1 | 0,9 | 22,2  |

#### Massimi in carriera
- Massimo di punti: 62 vs. Washington Wizards (10 marzo 2004)[19]
- Massimo di rimbalzi: 17 vs. San Antonio Spurs (3 febbraio 2002)
- Massimo di assist: 16 vs. Utah Jazz (30 aprile 2007)
- Massimo di palle rubate: 6 vs Denver Nuggets (15 marzo 2002)
- Massimo di stoppate: 7 vs. Houston Rockets (19 marzo 2000)
- Massimo di minuti giocati: 55 vs. New York Knicks (28 febbraio 2003)

## Palmarès
- Most improved player: 2001
- Miglior marcatore della stagione: 2003, 2004
- Convocazioni all'All-Star Game: 7

2001, 2002, 2003, 2004, 2005, 2006, 2007
- All-NBA Team: 7

First Team: 2002, 2003
Second Team: 2001, 2004, 2007
Third Team: 2005, 2008

### Record di franchigia con gli Orlando Magic
- Maggior numero di punti in un match di regular season: 62 (10 marzo 2004 vs. Washington Wizards)
- Maggior numero di punti in un tempo: 37 nel primo tempo (9 marzo 2003 vs. Denver Nuggets)
- Maggior numero di punti in un singolo quarto: 25 nel secondo quarto (9 marzo 2003 vs. Denver Nuggets)
- Maggior numero di tiri da tre punti realizzati in un tempo: 8 (26 gennaio 2004 vs. Cleveland Cavaliers)